# Nashua, New Hampshire
Nashua este (alături de orașul Manchester) cosediul comitatului Hillsborough și unul din orașele cele mai populate ale statului New Hampshire al Statelor Unite ale Americii.